# 스테파노 오카카
스테파노 추카 오카카(이탈리아어: Stefano Chuka Okaka, 1989년 9월 9일, 이탈리아 카스틸리오네델라고 ~ )는 최근 쉬페르리그의 클럽 이스탄불 바샥셰히르에서 공격수로 뛰는 이탈리아의 축구 선수다.